# Expulsión
La expulsión es una sanción que, en su acepción habitual, se aplica a los extranjeros y que consiste en la devolución a su país de origen y prohibición de regresar al territorio del Estado.
Se aplica sobre todo a los extranjeros en situación de inmigrante (sin papeles de residencia), pero también se puede aplicar a inmigrantes que residan regularmente en el país pero que hayan cometido algún delito en el cual se contemple esa posibilidad. Igualmente, es generalmente motivo de expulsión la injerencia en asuntos políticos internos por parte de un extranjero.
A los nacionales normalmente no cabe aplicarles dicha sanción debido a las prohibiciones de tratados o declaraciones internacionales de protección de los derechos humanos. No obstante, cabe la posibilidad de que los nacionales que adquirieron la nacionalidad después de su nacimiento puedan ser privados de la misma por algún motivo.
También puede referirse a la expulsión de un colectivo concreto. En ese caso se suele tratar de sanciones administrativas o internas que dependen de la regulación de dicho colectivo.
Muchas de las expulsiones contienen amplios componentes de limpieza étnica, racismo y/o xenofobia. Por ejemplo, la expulsión de alemanes tras la Segunda Guerra Mundial, que consistió en la confiscación de los bienes, expulsión e incluso matanzas de los alemanes étnicos o personas de ascendencia alemana que vivían desde hacía siglos en otras partes de Europa, a partir de las invitaciones que habían llevado a cabo los gobiernos de esos mismos lugares en el pasado para que los alemanes fueran a poblarlos.
Entre los decretos de expulsión más importantes o destacados de la historia en la península ibérica podemos encontrar:
- Expulsión de los judíos.
- Expulsión de los moriscos.
- Expulsión de los jesuitas.